# Eurhynchium trichocladon
Eurhynchium trichocladon là một loài rêu trong họ Brachytheciaceae. Loài này được Dozy & Molk. A. Jaeger mô tả khoa học đầu tiên năm 1878.